# 한울문화재연구원
한울문화유산연구원은 문화유산 조사․연구․보호, 보존관리 및 그 활용을 통해 민족문화를 전승․보급하고 창조적으로 개발하기 위하여 2007년 3월 12일 설립된 문화체육관광부 소관의 재단법인이다. 사무실은 경기도 수원시 장안구 파장천로 31에 있다.

## 주요 사업
- 문화유산의 보호·보존활동
- 문화유산 연구 활동
- 문화유산 현황조사
- 매장유산 발굴조사
- 문화유산 관련 교육활동